# Station Dender & Waas
Station Dender & Waas (Frans: Gare de Dendre & Waes) is een voormalige treinhalte en goederenstation in de Belgische stad Lokeren. Het station lag maar 100 meter van het station Lokeren.

## Geschiedenis
Het toenmalige station van Lokeren en het station Dender & Waas werden als één station gezien. Het station Dender & Waas ontving tussen 1856 en 1945 alleen maar passagierstreinen van de lijn 57 (Aalst - Lokeren), terwijl het station Lokeren passagierstreinen van de lijn 59 (Antwerpen - Gent) en de lijn 77A (Lokeren - Moerbeke-Waas) ontving. Na de Tweede Wereldoorlog was de stationsbuurt door bombardementen beschadigd. Tijdens de heropbouw van de stationsbuurt in 1945 werd besloten om de lijn 57 te laten aansluiten bij de lijn 59 en 77A, waardoor nu ook treinen vanuit Aalst konden stoppen in het station Lokeren en verder konden rijden tot Antwerpen. Het station Dender & Waas werd toen ingezet als een goederenstation tot 1972.
In 1973 werd de lijn 59 verhoogd en geëlektrificeerd, en de lijn 77A opgebroken. De lijn 57 bleef echter gelijkvloers, en treinen vanuit Aalst en Dendermonde moesten nu terug stoppen in het station Dender & Waas dat nu zowel functioneerde als een goederenstation en een spoorwegstation. Maar dit was maar voor korte duur want acht jaar later, in 1981, werd ook de lijn 57 verhoogd en geëlektrificeerd. Waardoor het station Dender & Waas (dat niet verhoogd en geëlektrificeerd werd) niet meer verbonden was met het spoornetwerk. Een jaar later, in 1982, werd het stationsgebouw afgebroken en de sporen opgebroken.
Bokselaar · Daknam · Dender & Waas · Eksaarde · Lokeren · Lokeren-Oost · Staakte · Zeveneken
0,0: Aalst ·
2,5: Hofstade ·
5,5: Gijzegem ·
9,7: Oudegem ·
12,3: Dendermonde ·
15,0: Grembergen ·
18,4: Huivelde ·
20,7: Zele ·
24,0: Bokselaar ·
26,9: Dender & Waas ·
27,0: Lokeren